# المحكمة الشعبية العليا
المحكمة الشعبية العليا (بالصينية: 最高人民法院) هي أعلى محكمة في منطقة البر الرئيسى لجمهورية الصين الشعبية. هونغ كونغ وماكاو، والمناطق الإدارية الخاصة، لديها نظم قضائية منفصلة خاصة بها على أساس تقاليد القانون العام البريطاني وتقاليد القانون المدني البرتغالي على التوالي، وهي من اختصاص محكمة الشعب العليا.

## روابط خارجية
- المحكمة الشعبية العليا لجمهورية الصين الشعبية الموقع الرسمي.